# Quadcopter

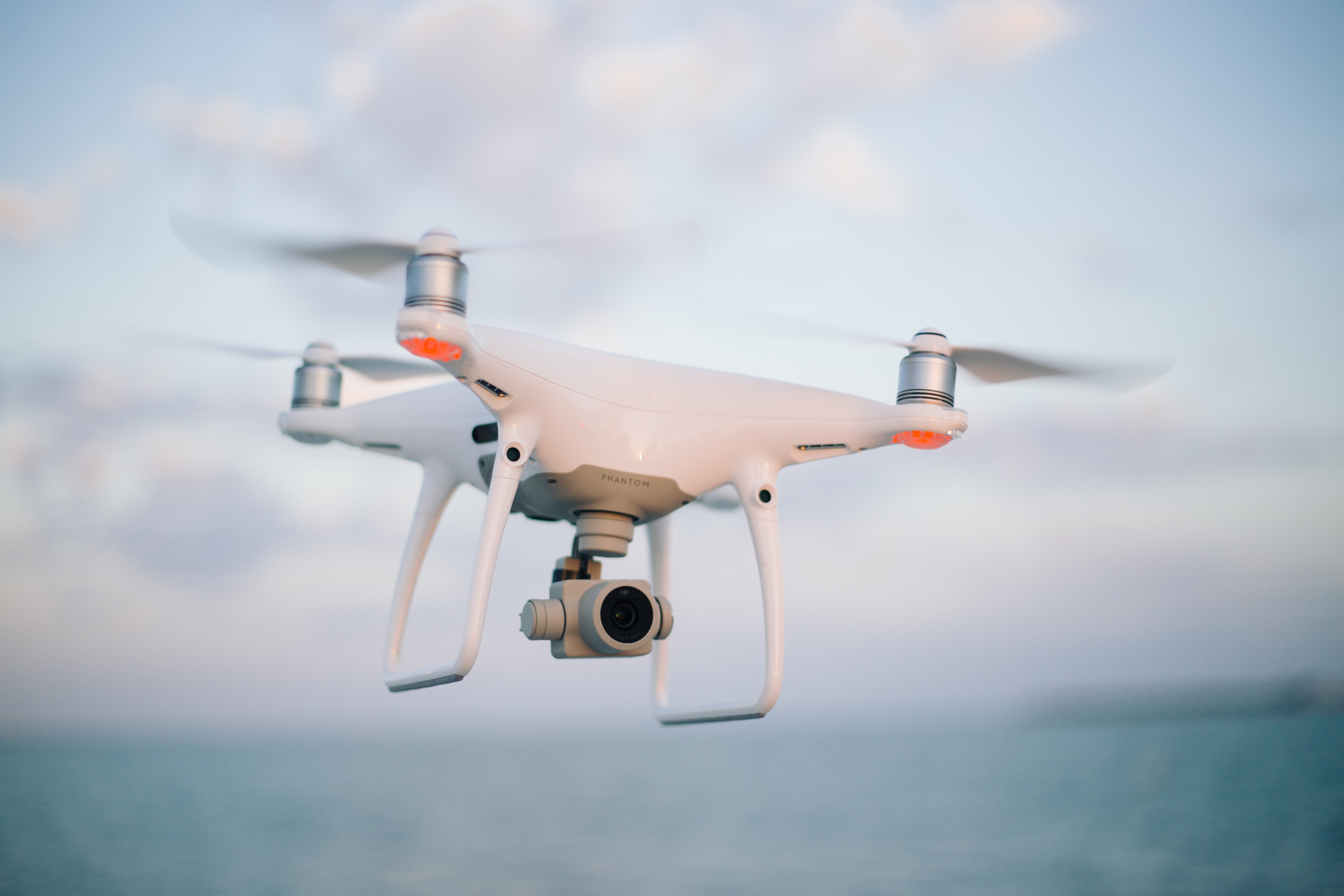
A Phantom quadcopter drone in flight

Un quadcopter, denumit și elicopter quadrotor sau quadrotor, este un elicopter multirotor care este ridicat și propulsat de patru rotoare. Quadcopters sunt clasificate ca nave cu rotor, spre deosebire de aeronave cu aripi fixe, deoarece ridicarea lor este generata de un set de rotoare (elice orientate vertical).
Quadcopters utilizează în general două perechi de elice fixe; doua în sens orar (CW) și doua în sens invers acelor de ceasornic (CCW). Acestea utilizează variația independentă a vitezei fiecarui rotor pentru a obține controlul. Prin schimbarea vitezei fiecarui rotor este posibilă generarea în mod specific a unei împingeri totale dorite; pentru a localiza centrul de împingere atât lateral cât și longitudinal; și pentru a crea un cuplu total dorit sau o forța de întoarcere.
Quadcopters diferă de elicopterele convenționale, care utilizează rotoare și sunt capabile să modifice înclinarea lamelor lor dinamic, în timp ce se mișcă în jurul rotorului. În primele zile ale zborului, quadoptrii (denumiți apoi ca "quadrotori" sau "elicoptere") au fost văzuți ca soluții posibile la unele dintre problemele persistente în zborul vertical. Problemele legate de controlul inductiv (precum și problemele de eficiență provenite de la rotorul coadă, care nu genereaza o ridicare utilă) pot fi eliminate prin contra-rotație, iar lamele relativ scurte sunt mult mai ușor de construit. În anii 1920 și 1930 au apărut numeroase desene și modele. Acestea au fost printre primele vehicule de lansare și aterizare verticale (VTOL), mai grele decât aerul. Cu toate acestea, prototipurile timpurii au avut de suferit performanțe slabe , iar prototipurile ulterioare au necesitat prea multa încarcatura de lucru pilot, din cauza maririi slabe a stabilității  și a autorității de control limitate.
La sfîrșitul anului 2000, avansurile in electronică a permis producția de controale de zbor ieftin, accelerometru (IMU), sisteme de poziționare globală și camere de luat vederi. Acest lucru a condus la configurarea quadcopter devenind popular pentru vehiculele aeriene făra pilot. Cu dimensiunile și manevrabilitatea lor, aceste quadcoptere pot fi transportate atât în interior, cât și în aer liber.
La o marime mică, quadcopterile sunt mai ieftine și mai durabile decât elicopterele convenționale datorită simplității lor mecanice.  Lamele lor mai mici sunt de asemenea avantajoase, deoarece posedă o energie cinetica mai mică, reducând capacitatea lor de a provoca daune. Este de asemenea, posibilă montarea quadcopterelor cu dispozitive de protecție care închid rotoarele, reducând în continuare potențialul de deteriorare.  Cu toate acestea, pe măsura ce crește mărimea quadcopatoarele fixe de propulsie dezvoltă dezavantaje față de elicopterele convenționale. Creșterea dimensiunii paletelor crește impulsul. Aceasta înseamnă că modificările vitezei lamelor durează mai mult, ceea ce are un impact negativ asupra controlului. Elicopterele nu se confruntă cu această problemă, deoarece mărirea dimensiunii discului rotor nu influențează în mod semnificativ capacitatea de a controla pasul lamelor. 
Datorită ușurinței lor de construcție și de control, aeronavele quadcopter sunt frecvent utilizate ca proiecte de aeronave model. 

## Istoric

### Încercări timpurii

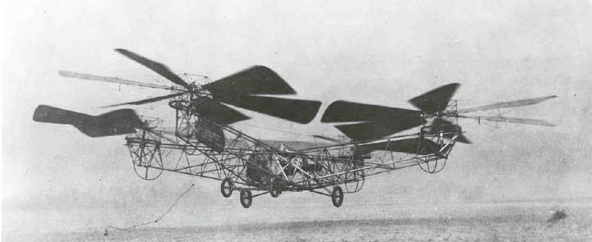
de Bothezat elicopter, 1923 poză

Breguet-Richet Gyroplane (1907)
Un elicopter cu patru rotoare proiectat de Louis Breguet. Aceasta a fost prima aeronava cu aripi rotative care se ridica de pe sol, deși numai în zborul legat la o altitudine de câțiva metri. În 1908 a fost raportat că a zburat "de mai multe ori". 
Oehmichen No.2  (1920)
Etienne Oehmichen a experimentat modelele rotorcraft în anii 1920. Printre cele șase proiecte pe care le-a încercat, elicopterul său nr.2 avea patru rotoare și opt elice, toate conduse de un singur motor. Unghiul acestor lame ar putea fi modificat prin deformare. Cinci dintre elice, care se roteau în plan orizontal au stabilizat mașina lateral. Un alt elice a fost montat la nas pentru direcție. Perechea de elice care a rămas a funcționat ca propulsie înainte. Aeronava a prezentat un grad considerabil de stabilitate și o creștere a preciziei de control pentru timpul său și a efectuat peste o mie de zboruri de testare în timpul anilor 1920. Pâna în 1923 a reușit să rămâna în aer pe câteva minute, iar la 14 aprilie 1924 a stabilit prima înregistrare FAI pentru elicoptere de 360 m (397 m). A demonstrat abilitatea de a finaliza un curs circular , iar mai târziu a finalizat primul zbor cu circuit închis de 1 kilometru (0.62 mi) de către o navă cu rotor.
elicopterul de Bothezat (1922)
Dr. George de Bothezat și Ivan Jerome au dezvoltat această aeronavă, cu rotoare cu șase lozime la sfârșitul unei structuri în forma de X. Două elici mici cu pas variabil au fost utilizate pentru controlul tracțiunii și înclinarii. Vehiculul a utilizat controlul pasajului colectiv. Construit de US Air Service, acesta a făcut primul său zbor în octombrie 1922. Aproximativ 100 de zboruri au fost făcute pâna la sfârșitul lui 1923. Cu toate că a demonstrat fezabilitatea, a fost subevaluat lipsit de raspuns, mecanic complex și susceptibil de probleme de fiabilitate. Volumul de lucru pilot a fost prea mare în timpul mușcăturii pentru a încerca mișcarea laterală.
Convertizorii modelului A Quadrotor (1956)
Acest elicopter unic a fost conceput pentru a fi prototipul unei linii de elicoptere mult mai mari civile și militare quadrotor. Designul a inclus două motoare care au condus patru rotoare printr-un sistem de curele v. Fluturat cu succes de mai multe ori la mijlocul anilor 1950, acest elicopter a dovedit designul quadrotor și a fost de asemenea, primul elicopter cu patru rotoare pentru a demonstra un zbor de succes înainte. Din cauza lipsei de comenzi pentru versiuni comerciale sau militare, proiectul a fost reziliat. Convertiții au propus modelul E, care ar avea o greutate maxima de 19 t, cu o sarcină utilă de 4.9 t peste 300 de mile și cu o viteză de 278 km / h.
Curtiss-Wright VZ-7 (1958)
Curtiss-Wright VZ-7 a fost o aeronava VTOL proiectată de compania Curtiss-Wright pentru Armata SUA. VZ-7 a fost controlat prin schimbarea tracțiunii fiecăreia dintre cele patru elice.

### Evoluțiile recente
În ultimele decenii, vehiculele aeriene fără pilot pe scara mică au fost utilizate pentru multe aplicații. Nevoia de aeronave cu o mai mare manevrabilitate și capacitate de a se deplasa a condus la o creștere a cercetării quadcopter. Designul cu patru rotoare permite quadcopter-urilor să fie relativ simple în design, dar foarte fiabile și manevrabile. Cercetarea continuă să mărească abilitățile quadcopterelor, făcând progrese în comunicarea cu mai multe ambarcațiuni, explorarea mediului și manevrabilitatea. Dacă aceste calități în dezvoltare pot fi combinate, quadcopterile ar fi capabile de misiuni autonome avansate, care în prezent nu sunt posibile cu alte vehicule.
Unele programe curente includ:
- Conceptul Bell Boeing Quad TiltRotor ia în continuare conceptul de quadcopter fix, combinându-l cu conceptul rotorului de înclinare pentru un transport militar propus C-130.

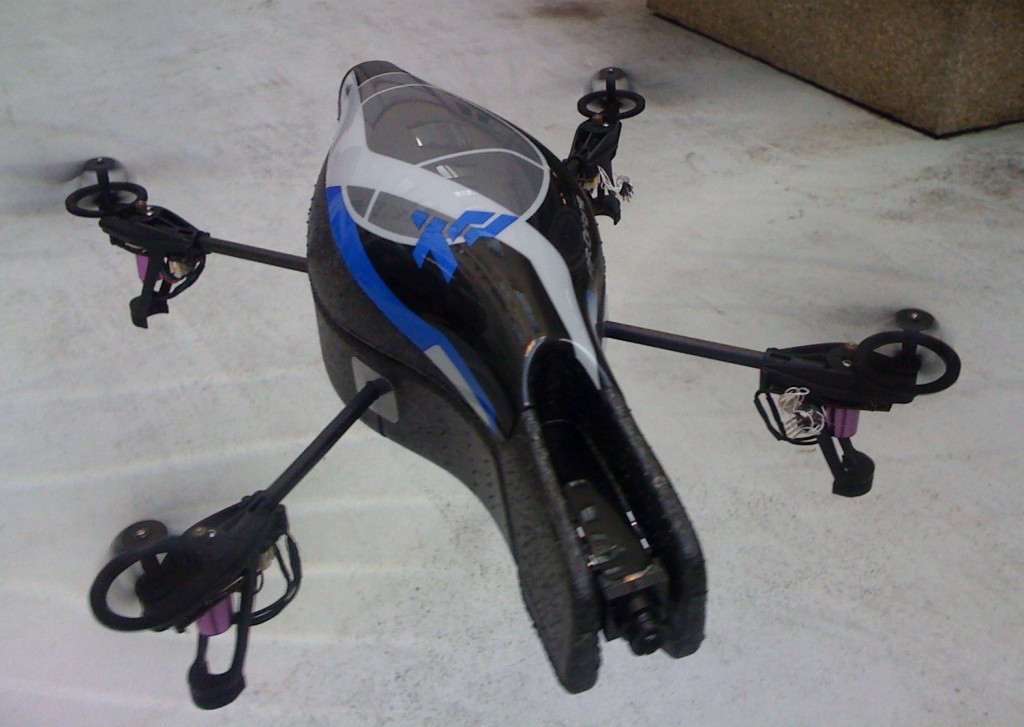
Primul prototip al lui Parrot AR.Drone

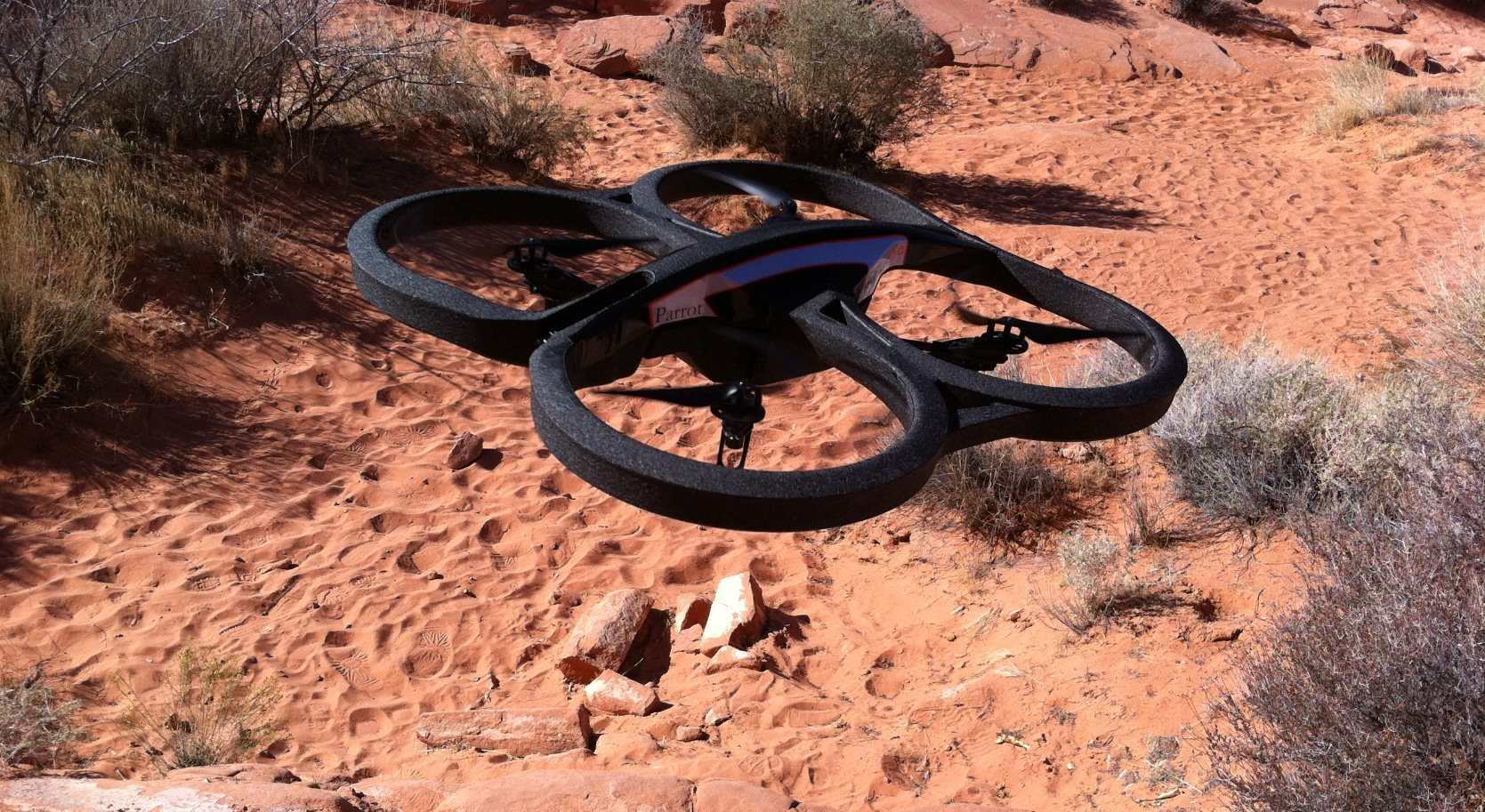
Parrot AR.Drone 2.0 decolare, Nevada, 2012

- AeroQuad și ArduCopter sunt proiecte hardware și software open source bazate pe Arduino pentru construcția DIY a quadcopterelor. [15][16]
- Parrot AR.Drone este un mic quadcopter controlat de radio cu camere atașate de el, construite de Parrot SA, concepute pentru a fi controlate de telefoane inteligente sau dispozitive comprimate. [17][18]
- Nixie este o mică dronă echipată cu cameră care poate fi purtată ca o bandă.[19][20][21]
- Airbus dezvoltă un quadcopter cu baterie care să acționeze ca un taxi aerian urban, la început cu un pilot, dar potențial autonom în viitor. [22]

Mai multe proiecte de aparate foto-video au devenit transformate în eșecuri comerciale de profil:
- Zano (drone) - un proiect Kickstarter de înaltă calitate pentru a construi un aparat de fotografiat quadcopter, Zano a eșuat dupa ce a livrat doar o mică parte din comenzile sale într-o stare parțial nefuncțională [23][24][25]
- Lily Camera - o pornire care încearcă să facă o dronă cu cameră quadcopter, în judecată de procurorul districtului din San Francisco, după ce a închis-o fără să îndeplinească vreuna din precomenzile sale.[26][27][28]

În iulie 2015, un videoclip a fost postat pe YouTube de un quadcopter în aer care arde un pistol într-o zona împădurita, provocând probleme de reglementare.

## Aplicații

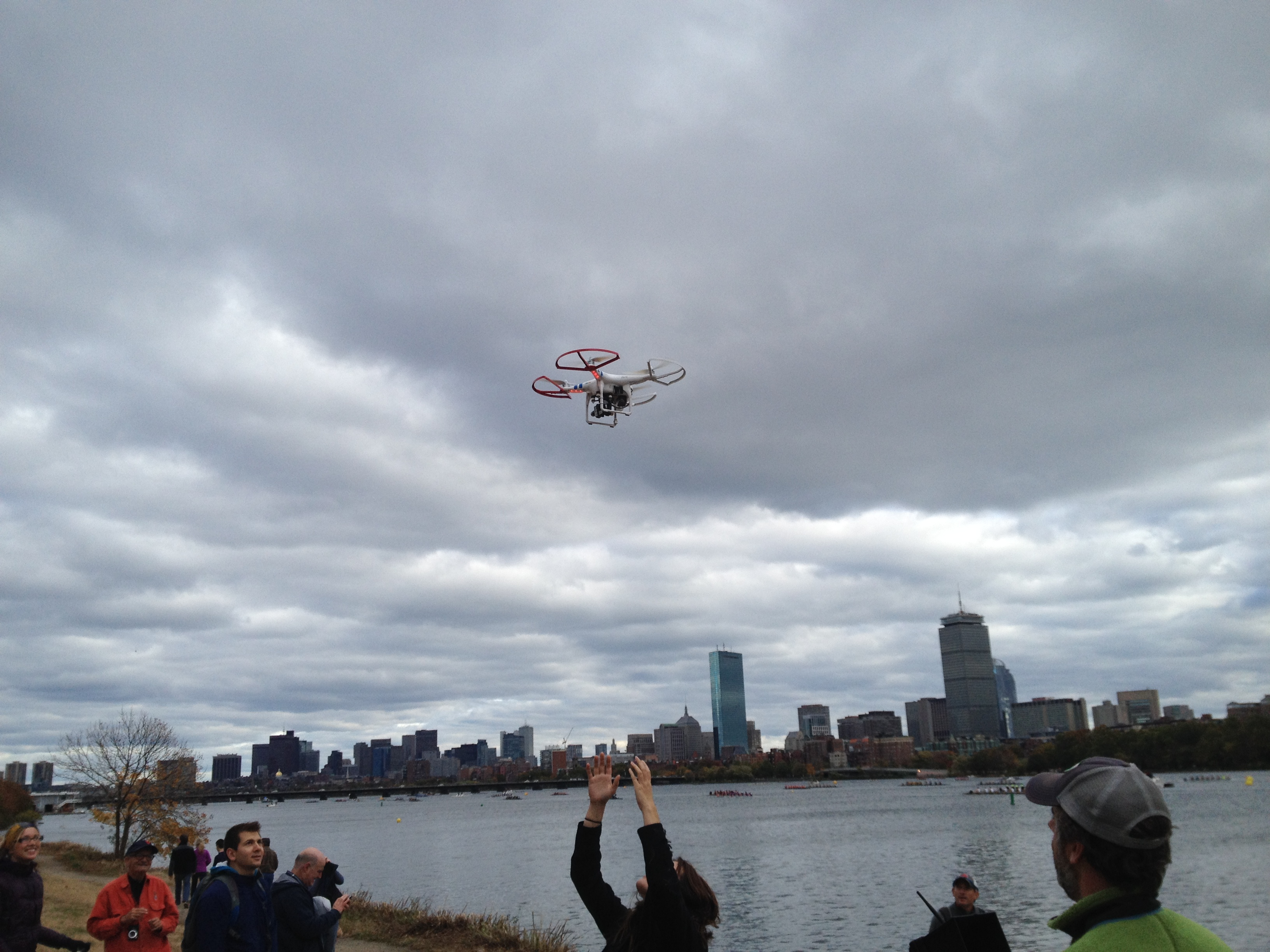
Un quadcopter fiind recuperat dupa ce a fost fotografiat Head of the Charles regatta in Cambridge, Massachusetts.

### Platforma de cercetare
Quadcopters este un instrument util pentru cercetătorii universitari de a testa și evalua idei noi într-o serie de domenii diferite, inclusiv teoria controlului zborului, navigației, sistemului în timp real și robotică. În ultimii ani, numeroase universități au arătat că quadoptrii efectuează manevre aeriene din ce în ce mai complexe. Swarme de quadcoptere pot să se alimenteze în mijlocul aerului, sa zboare în formațiuni  și să efectueze în mod autonom rutine de zbor complexe, cum ar fi flips , darting prin cercuri. 
Există numeroase avantaje pentru utilizarea quadcopterelor ca platforme de testare versatile. Acestea sunt relativ ieftine, disponibile într-o varietate de dimensiuni, iar designul lor simplu mecanic înseamnă că pot fi construite și întreținute de amatori. Datorită naturii multidisciplinare a operării unui quad-copter, cadrele universitare din mai multe domenii trebuie să colaboreze pentru a face îmbunătățiri semnificative ale modului în care quadcopterii lucrează. Proiectele Quadcopter sunt de obicei colaborări între specialiști în informatică, inginerie electrică și specialiști în inginerie mecanică.

### Aplicarea militara și de drept
Vehiculele aeriene fără pilot Quadcopter sunt utilizate pentru supravegherea și recunoașterea de către agenții militare și de aplicare a legii, precum și misiuni de căutare și salvare în mediile urbane . Un astfel de exemplu este cercetașul Aeryon, creat de compania canadiana Aeryon Labs , un mic UAV care se poate mișca liniștit și poate folosi o cameră pentru a observa oamenii și obiectele de pe teren. Compania susține că quadrotorul a jucat un rol-cheie într-un raid de droguri în America Centrală, asigurând supravegherea vizuală a unui compus de traficanți de droguri (Aeryon a refuzat să numească țara exactă și să furnizeze alte detalii specifice). 
După ce un quadcopter de agrement (sau "drone") sa prăbușit în peluza casei albe, în dimineața zilei de 26 ianuarie 2015, serviciul secret a început o serie de zboruri de testare a unui astfel de echipament pentru a elabora un protocol de securitate împotriva quadcopters. 
În timpul bătăliei de la Mosul s-au raportat că quadcopterile și dronele disponibile în comerț au fost folosite de statul islamic din Irak și de Levant (ISIL) ca platforme de supraveghere și de livrare a armei folosind leagăne improvizate pentru a plasa grenade și alți explozivi. Dispozitivul ISIL a devenit o țintă a avioanelor de război a Forțelor Aeriene Regale.

### Fotografie

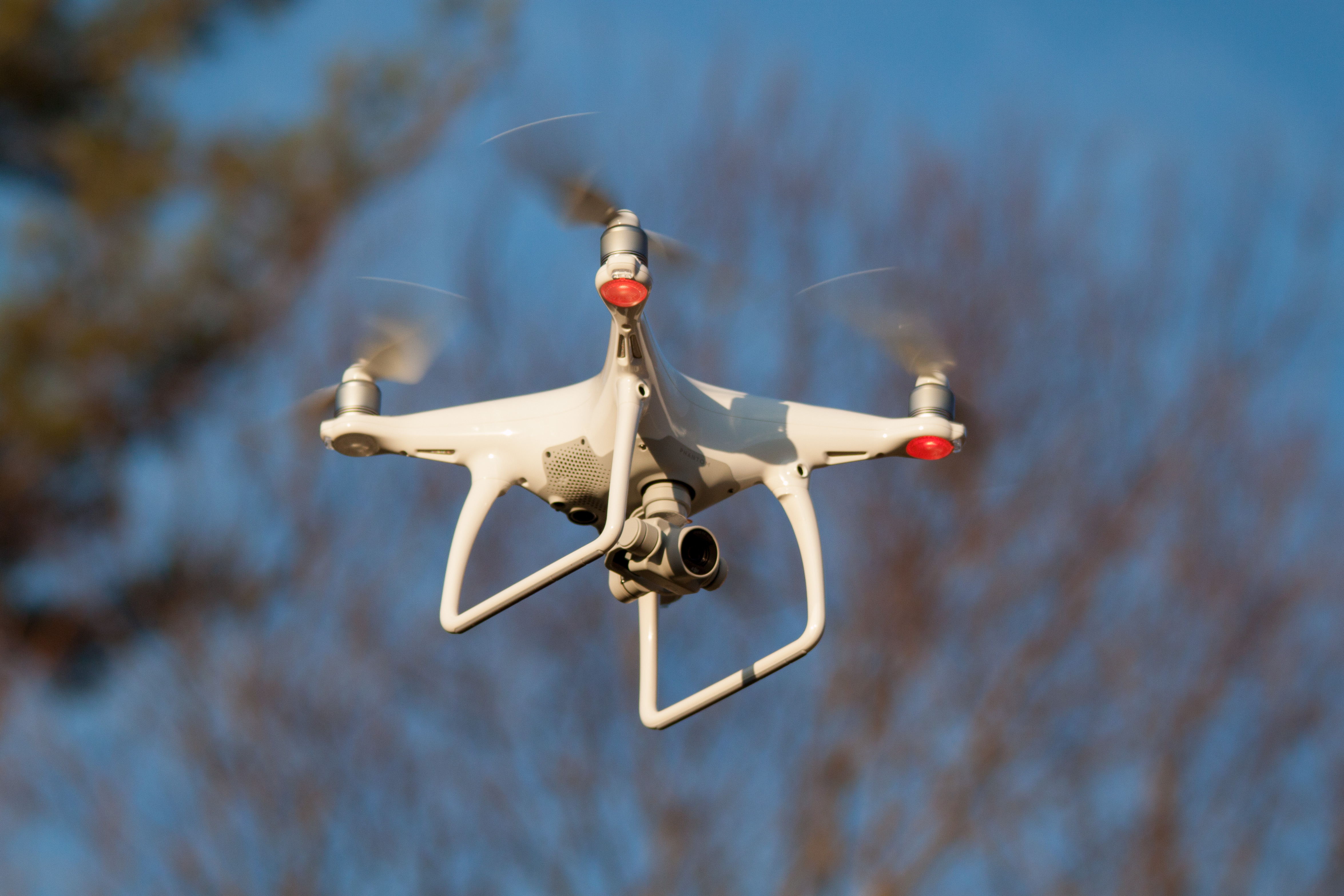
Modelul 2016 DJI Phantom 4 quadcopter, cu o camera video stabilizata de înalta definiție de 4 k și o camera foto stabila, stabilizarea GPS și evitarea automata a obstacolelor.

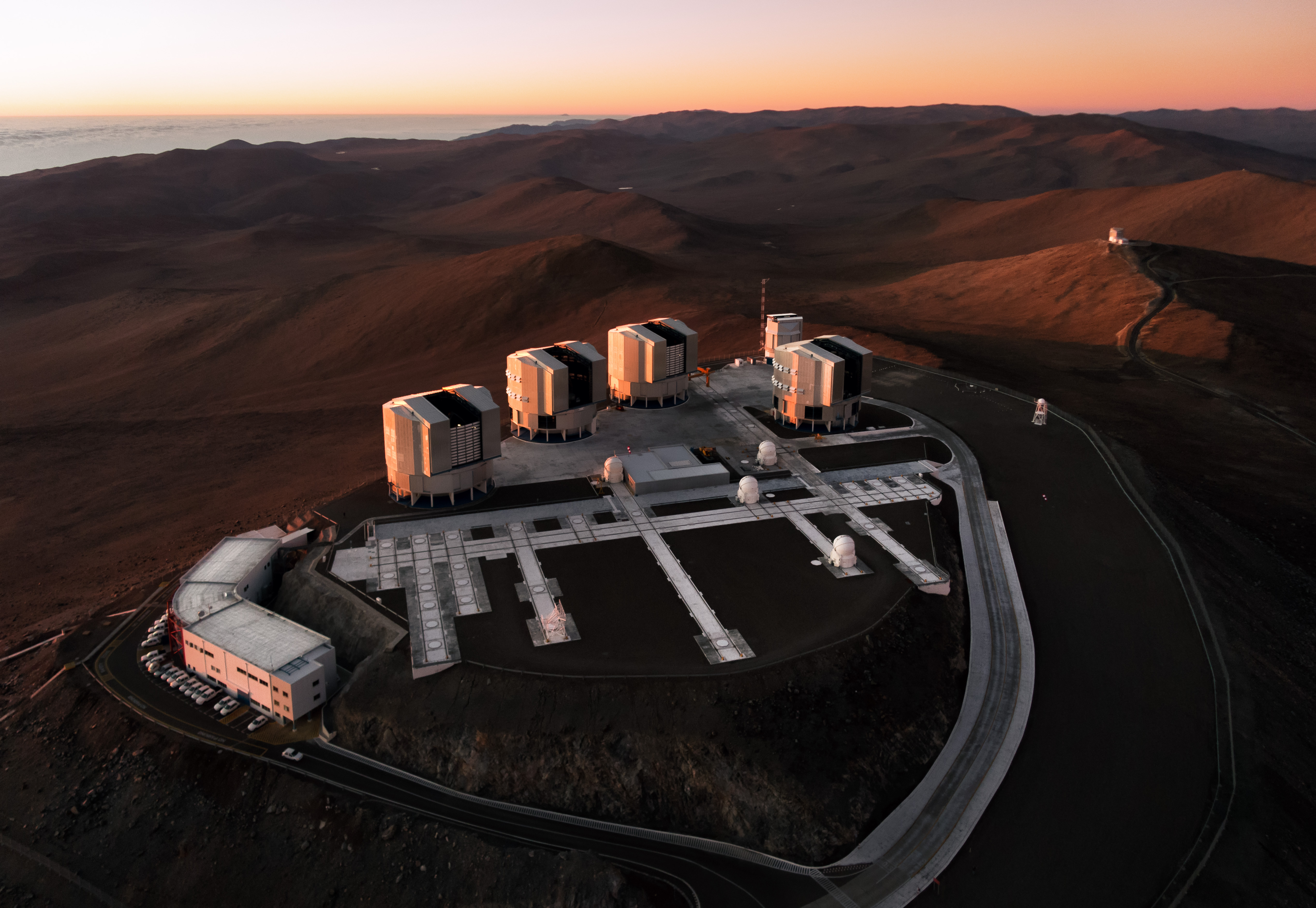
Imagine cu telescop foarte mare realizata cu ajutorul unui quadcopter.

Cea mai mare utilizare a quadcopterelor în SUA a fost în domeniul imaginilor aeriene. UAV-urile Quadcopter sunt potrivite pentru această slujbă datorită naturii lor autonome și economiilor imense de costuri.  Dronele au fost de asemenea, utilizate pentru a fotografia cu pictura ușoară. 

### Presa
În 2014, The Guardian a relatat, că mass-media importante au început să depuna eforturi serioase în explorarea utilizării robotului, pentru raportarea și verificarea știrilor despre evenimente care includ inundații, proteste și razboaie. 
Unele instituții media și ziare folosesc telefoane pentru a capta fotografii ale unor celebrități. 

### Drone-livrare
În decembrie 2013, Deutsche Post a adunat o atenție mediatică internațională cu proiectul Parcelcopter, în cadrul căruia compania a testat expedierea produselor medicale prin livrare prin drona. Folosind un quadrocopter microdrones md4-1000, ambalajele au fost transportate de la o farmacie pe râul Rin. A fost prima livrare a pachetelor civile prin drone. 

### Operațiuni umanitare
Quadcopters sunt folosite pentru o mare varietate de aplicații umanitare, de la dezastre la conservarea animalelor. În timpul uraganului Harvey, mulți piloți cu quadcopteri aflați la dispoziția lor au coborât în orașul Houston, Texas, pentru a oferi asistența primilor respondenți. 

### Arta
Quadcopters au fost de asemenea, utilizate în diferite proiecte de artă, dar fară a se limita la fotografia cu drona. Cel puțin o dronă a demonstrat fezabilitatea de a picta graffiti pe un perete cu vopsea cu pulverizare . Acestea pot fi folosite în arta performantă cu noi grade de control pozițional care permite noi utilizări ale marionetelor, personajelor, luminilor și camerelor de luat vederi.  Acestea au fost de asemenea folosite în spectacolele de lumină , inclusiv cele mai proeminente în show-ul din 20 februarie 2017 Super Bowl LI, în care Lady Gaga, într-un segment preînregistrat a fost însoțită de un roi de 300 drone care formează un steag american pe cer. 

### Sport
Quadcopters sunt folosite peste tot în lume pentru curse (cunoscute și sub numele de "racing drone") și evenimente freestyle.  Curse și quadcoptere freestyle sunt construite pentru viteză și agilitate. Dronele de tip freestyle tind să aibă o dimensiune relativ mică, cu 250 mm între arborii de propulsie.
Există cel puțin două organizații / promoții internaționale de curse cu dion, inclusiv Liga Racing Drone  și Multi GP. 

## Lege

### In Statele Unite
În Statele Unite, legalitatea utilizării aeronavelor comandate de la distanță în scopuri comerciale a fost sursa problemelor juridice. Raphael Pirker, fotograf profesionist a fost amendat de FAA în 2012 pentru "punerea în pericol a oamenilor pe teren" (o infracțiune de reglementare) după ce a folosit o aripă fixă. Zephyr - un model de avion model de tip "Styrofoam de cinci kilograme" fotografii aeriene ale campusului Universitații din Virginia în 2011.  În martie 2014, un judecator federal de drept administrativ a decis în favoarea lui Pirker, determinând că drona lui era o "aeronavă model" și astfel nu se supunea reglementarilor FAA privind alte tipuri de aeronave. FAA a apelat la Comitetul Național pentru Siguranța Transporturilor; NTSB a numit un nou judecator de drept administrativ care a răsturnat constatarea anterioară și a hotarât că, în temeiul actului de autorizare al FAA, FAA a fost competentă să reglementeze "orice invenție, utilizată sau proiectată să navigheze sau să zboare în aer", indiferent dacă era fară pilot sau cu echipaj. Pirker a fost amendat cu 10.000 de dolari, dar în ianuarie 2015 a soluționat problema cu FAA, fiind de acord să plătească o amenda de 1.100 de dolari fără a recunoaște vina.
Începând din martie 2015, Statele Unite au creat o politică intermediară pentru utilizarea legală a vehiculelor aeriene fără pilot pentru uz comercial, în care fiecare operator poate solicita o derogare depusă în conformitate cu secțiunea 333 cu FAA. Începând cu august 2015, FAA a acordat peste 1300 de petiții diferitelor cazuri de utilizare și industrii. În plus, FAA a început discuții în noiembrie 2015 pentru a solicita tuturor pasionaților să înregistreze de asemenea, drone personale pe site-ul FAA .
Pe lânga cerința de înregistrare, FAA a lansat de asemenea, diferite cerințe operaționale după cum urmează:
- Zbor numai sub 400 de metri deasupra solului.
- Operatorul trebuie sa mențină contactul vizual cu aeronava în orice moment.
- Nu zburați lânga avioane cu echipaj, în special în apropierea aeroporturilor.
- Nu zburați peste grupuri de persoane, stadioane sau evenimente sportive.
- Nu zburați în apropierea eforturilor de intervenție în caz de urgență, cum ar fi locurile de incendiu sau incendiile forestiere.

## Zona dinamică
Fiecare rotor produce atât o forță și un cuplu în jurul centrului său de rotație, cât și o forță de tracțiune opusă direcției de zbor a vehiculului. Dacă toate rotoarele se rotesc la aceeași viteză unghiulară, cu rotoarele unul și trei rotative în sensul acelor de ceasornic și rotoarele doi și patru în sens invers acelor de ceasornic, cuplul aerodinamic net și deci accelerația unghiulara pe axa de înclinare este exact zero, ceea ce înseamnă că nu este nevoie pentru un rotor de coadă ca și pe elicopterele convenționale. Coborârea este indusa prin nepotrivirea echilibrului în cuplurile aerodinamice (adica prin deplasarea comenzilor de împingere cumulative între perechile de lame contra-rotative) 
| | | |
| Schema cuplurilor de reacție pe fiecare motor al unei aeronave quadcopter, datorită rotației. Rotoarele 1 și 3 se rotesc într-o direcție, în timp ce rotoarele 2 și 4 se rotesc în direcția opusă, dând momente opuse pentru control. | | |
| | | |
| | | |
| Un quadrotor se deplasează sau reglează altitudinea prin aplicarea egală a forței asupra tuturor celor patru rotoare. | Un quadrotor își reglează înclinarea prin aplicarea unei presiuni mai mari asupra rotoarelor care se rotesc într-o direcție. | Un quadrotor își ajustează pitch-ul sau cilindrul prin aplicarea unei presiuni mai mari asupra unui rotor și a unei presiuni mai mici asupra rotorului sau diametral opus. |

### Configurația coaxială

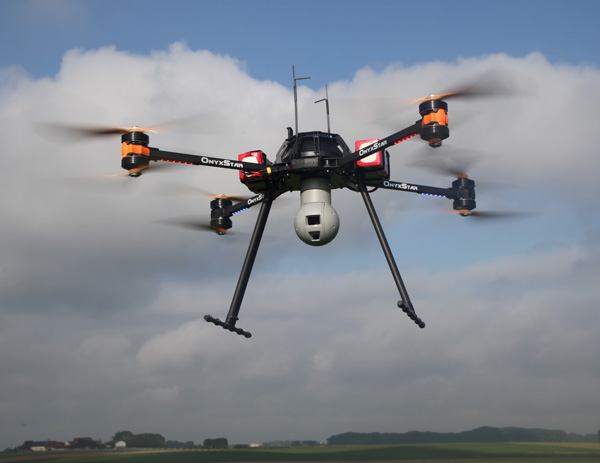
Quadcopter rotoare coaxiale - OnyxStar FOX-C8 XT Observer from AltiGator

Pentru a permite o mai mare putere și stabilitate la o greutate redusa, un quadcopter ca orice alt multirotor, poate folosi o configurație coaxială a rotorului. În acest caz, fiecare braț are două motoare care rulează în direcții opuse (una orientată în sus și una orientată în jos).

### Structura mecanică
Componentele mecanice principale necesare pentru construcție sunt cadrul, elicele (fie pas cu pas fix sau pas variabil), și motoarele electrice. Pentru performanțe optime și algoritmi de control simplificați, motoarele și elicele ar trebui sa fie amplasate echidistant. Recent, compozitele din fibră de carbon au devenit populare datorită greutății lor ușoare și rigiditații structurale.

### Zbor autonom
Quadcopters și alte multicoptere pot fi folosite adesea autonom. Mulți controlori de zbor moderni utilizeaza software care permite utilizatorului sa marcheze "puncte de parcurs" pe o hartă, la care quadcopterul va zbura și va efectua sarcini, cum ar fi aterizarea sau câștigarea altitudinii. Sistemul pilot PX4 autopilot, o combinație software / hardware open-source în dezvoltare începând cu anul 2009, a fost adoptat deopotrivă atât de către pasionați, cât și de companiile producătoare de mașini pentru a oferi proiectelor quadcopter capabilități de control al zborului. Alte aplicații de zbor includ controlul mulțimii între mai multe quad-coptere în care datele vizuale ale dispozitivului sunt folosite pentru a prezice unde se va muta în continuare mulțimea și la rândul său direcționează quadcopterul către următorul punct de referință corespunzator.

## Linkuri externe
- UPenn GRASP Laboratory Arhivat în 20 aprilie 2015, la Wayback Machine.
- ETH Zurich Research on Quadrotors
- FAA UAS Model Aircraft Operations safety guidelines
- TED Raffaello D'Andrea: The astounding athletic power of quadcopters